# Cantieri (UPL di Palermo)
Cantieri è la cinquantunesima unità di primo livello di Palermo.
È situata nella zona centro-orientale della città; fa parte dell'VIII Circoscrizione.